# Xanthorhoe declarata
Xanthorhoe declarata là một loài bướm đêm trong họ Geometridae.